# We Ski
We Ski, también conocido como Family Ski en Japón y Europa, es un videojuego para la Wii. Es el primer juego de terceros (y el segundo después de Wii Fit) que se ha lanzado y que utiliza la Wii Balance Board.
Una secuela, We Ski & Snowboard, que añade el snowboard al juego, se lanzó en Japón el 13 de noviembre de 2008.

## Otros sitios web
- Página web oficial
- We Ski Archivado el 17 de septiembre de 2008 en Wayback Machine. en IGN

- Datos: Q2736358